# ヘレスポントスの海戦
ヘレスポントスの海戦（英：Battle of the Hellespont）は324年7月にビュザンティオン包囲戦中にクリスプス率いるコンスタンティヌス1世艦隊とアマントゥス率いるリキニウス艦隊によって戦われた海戦である。
324年のハドリアノポリスの戦いでリキニウスを破ったコンスタンティヌスはリキニウスの逃げ込んだビュザンティオンを攻めた。海上からの物資輸送が可能なために市内は食料の心配がないが、コンスタンティヌス軍は敵の妨害を受けることになる。このためにコンスタンティヌスはヘレスポントス海峡（現ダーダネルス海峡）に待機しているリキニウス艦隊を撃滅すべくヘレスポントス海峡突破作戦を息子のクリスプスに命じた。戦いは二日にわたり、一日目は双方同程度の損害を受けた後、引き上げた。二日目の正午近く、突然強い南風が吹き、クリスプスはこれに乗じて総攻撃をかけて敵艦隊を破った。リキニウス艦隊は130隻が破壊され、5000人が殺され、提督アマントゥスはかろうじてカルケドン海岸へと逃げおおせた。この勝利によって制海権を得たコンスタンティヌス軍には物資が送り込まれるようになり、その結果、リキニウスはビュザンティオン放棄を強いられた。

## 註
1. ↑  ギボン, p. 252-253